# Tetracha gracilis
Tetracha gracilis is een keversoort uit de familie van de loopkevers (Carabidae). De wetenschappelijke naam van de soort werd, als Megacephala gracilis, voor het eerst geldig gepubliceerd in 1842 door Reiche.